# Einsiedelei

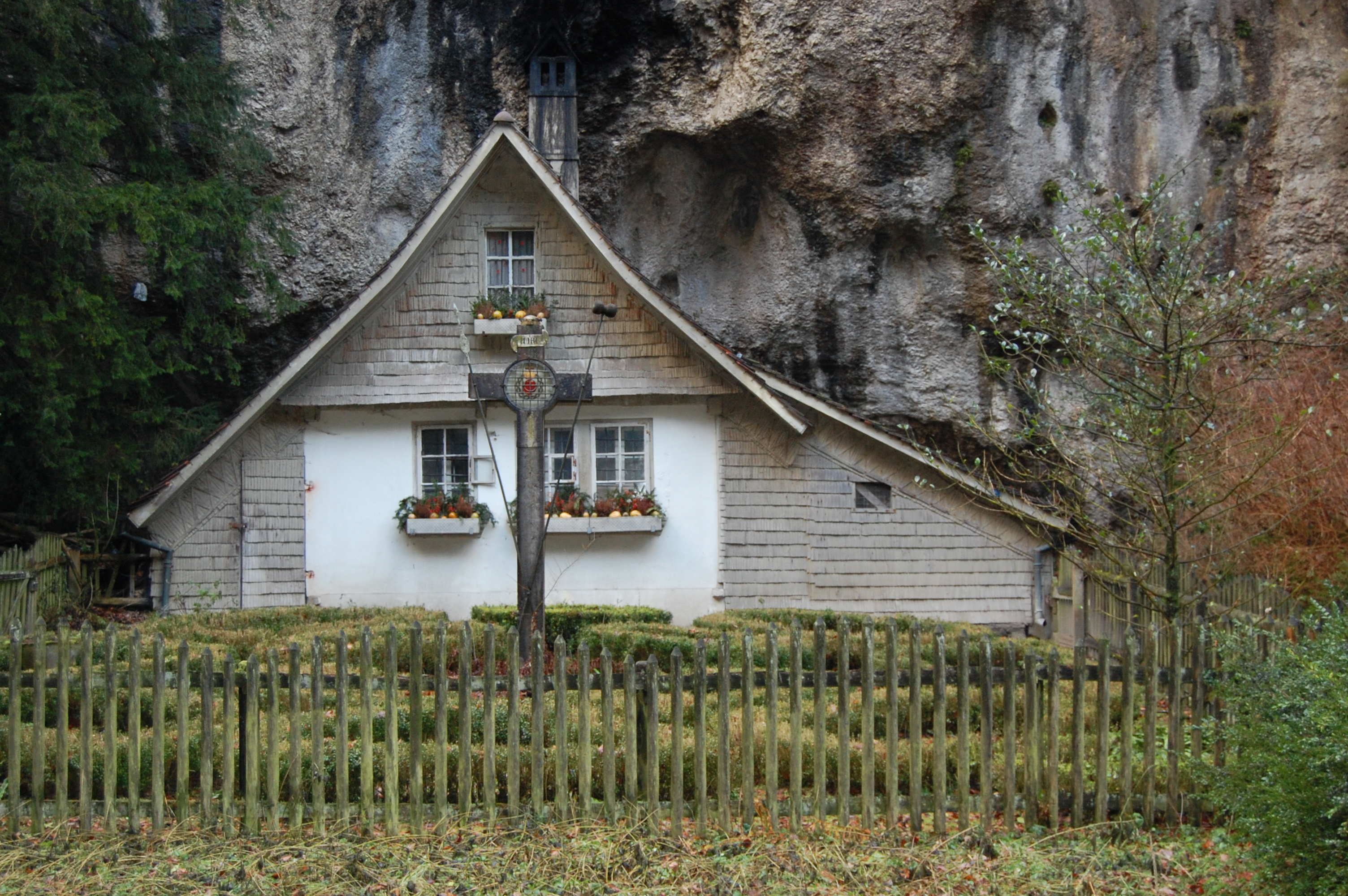
Einsiedelei St. Verena in Solothurn

Eine Einsiedelei, Eremitage oder Ermitage (französisch ermitage [ɛʁmiˈtaʒ]), mitunter auch als Eremo bezeichnet, ist ein religiöser Bau. Einsiedeleien sind Orte der Kontemplation, in denen Geistliche oder religiöse Laien in oft einsam gelegenen Klausen oder Kapellen ein zurückgezogenes Leben des Gebets führen. Benannt sind sie nach der Bezeichnung für zurückgezogen und allein lebende Personen, Einsiedler oder Eremiten, die aber weder zwingend religiös sein noch in solchen oder überhaupt in Gebäuden leben müssen.
Einsiedeleien oder Eremitagen können alternativ auch Hütten oder kleine Landhäuser in Barockgärten oder englischen Landschaftsgärten sein (→ Folly), in denen zum Teil Schmuckeremiten wohnten, oder kleine Lustschlösser, in denen sich der Adel selbst einer vorübergehenden Abgeschiedenheit und Naturverbundenheit hingab.

## Geschichtliche Entwicklung

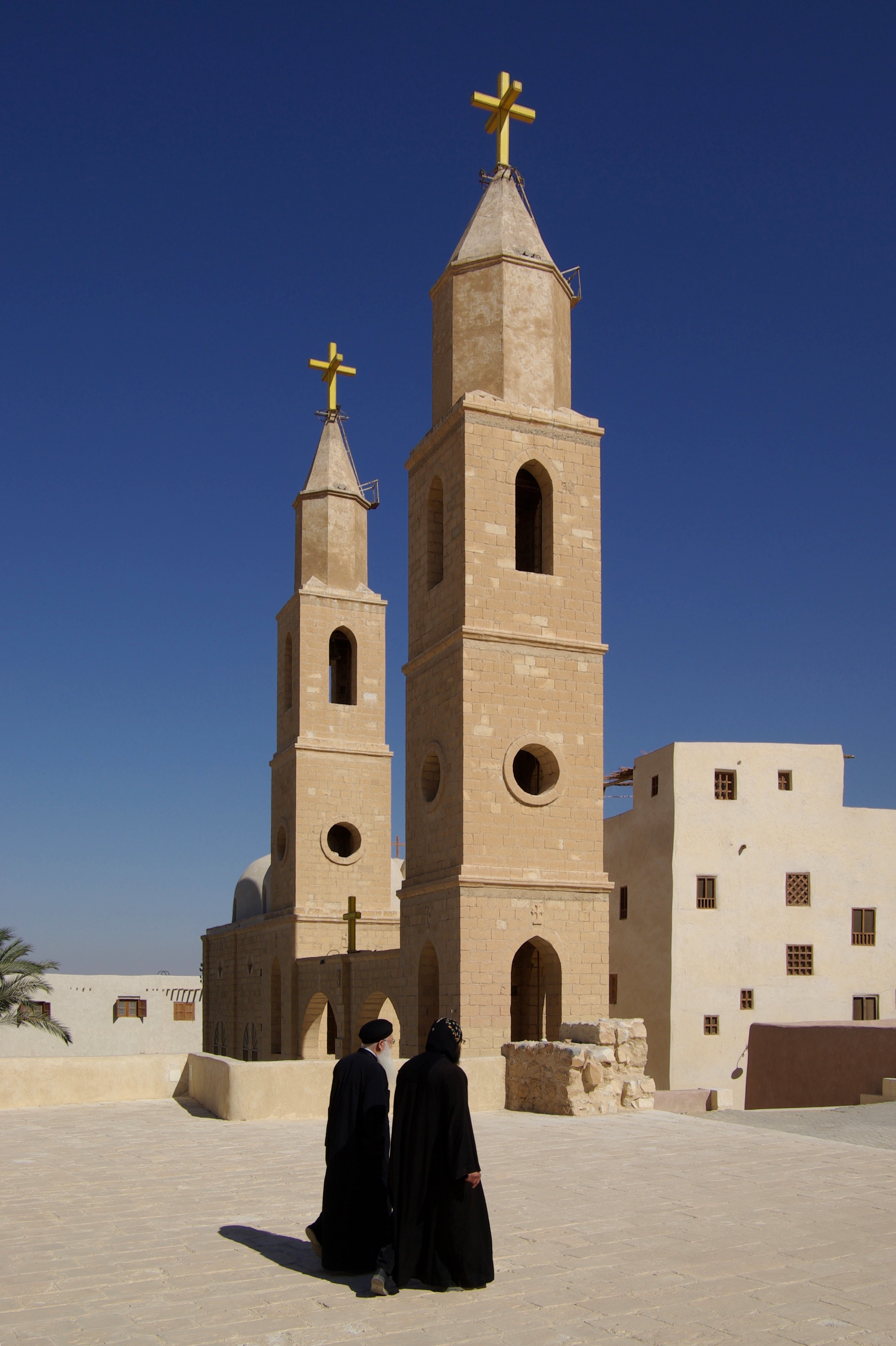
Antoniuskloster in Ägypten
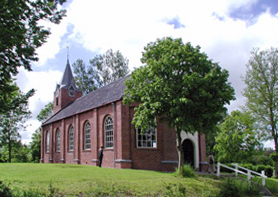
Einsiedelei in Warfhuizen in den Niederlanden

Das Eremitentum gehört im Christentum zu den ältesten Formen des gottgeweihten Lebens und ist zugleich die früheste Form des christlichen Mönchtums in Europa. Die ersten Eremiten lebten dabei an abgelegenen Orten, etwa in Höhlen oder alten Kastellen. Als erster Einsiedler wird im Mittelalter Jesus Christus betrachtet, der 40 Tage als klosener (Klausner) in der Wüste verbracht hatte. Der hl. Antonius gründete während der diokletianischen Christenverfolgungen die ersten Gemeinschaften christlicher Anachoreten, mehr oder weniger lose Zusammenschlüsse von getrennt lebenden Eremiten. Dagegen entstanden durch die Initiative des hl. Pachomios, eines jüngeren ägyptischen Eremiten, um 320 bis 325 die ersten christlichen Klöster, in denen die Mönche gemeinsam lebten und arbeiteten. Eine Art Mischform sind die Klöster der Kartäuser, in denen sich die Zellen vieler Einsiedler um eine gemeinsame Anlage zusammenschließen. Viele Klöster halberemitisch lebender Orden wie etwa die Unbeschuhten Karmelitinnen haben auf dem Klostergelände eine Einsiedelei.

### Moderne Klausen
Einsiedeleien werden immer noch von Einsiedlern bewohnt, zum Beispiel die 2001 geweihte Einsiedelei Unserer lieben Frau vom verschlossenen Garten in Warfhuizen (Niederlande), dem nördlichsten Marienwallfahrtsort Europas. Die Einsiedelei Klus Eddessen befindet sich bei Borgentreich im Kreis Höxter. In der Schweiz bekannt ist die Einsiedelei Sankt Verena in der Verenaschlucht bei Solothurn. In der römisch-katholischen Kirche ist das Eremitentum eine der von der Kirche anerkannten Formen des geweihten Lebens. Nach dem Zweiten Vatikanischen Konzil und der sich daraus ergebenden Revision des Kirchenrechts hat die Kirche die Lebensform des Diözesaneremiten, der dem Ortsbischof unterstellt ist, in das Kirchenrecht aufgenommen.
Eine besondere Eremitage, die unter Fachleuten als einmalig nördlich der Alpen gilt, ist die „Felseneremitage“ in der Ortsgemeinde Bretzenheim an der Nahe, eine wohl schon in der Vorzeit entstandene und ganz in den Fels eingehauene Kultstätte, die in frühchristlicher Zeit eine Umwidmung erfuhr. Eine frühe Kirche ist erstmals im Jahre 1043 erwähnt. Die heute noch begehbare 90 m² große Wohnung im Fels war zeitweise Heimstatt mehrerer Eremiten bzw. Konvent eines Felsenklosters. Zwischen 1716 und 1827 lebten dort Eremiten, die hier nach längerer Vakanz wieder einen weit über die Grenzen hinaus bekannten Wallfahrtsort begründet hatten. Der letzte Einsiedler starb im Jahre 1827 nach 51 Jahren eremitischen Lebens im Alter von 82 Jahren.

## Frauenklausen
Die Frauenklause oder Schwesternsammlung, kurz auch Klause, des europäischen Früh- und Hochmittelalters war eine meist an ein Kloster von Ordensmännern angelehnte und unter seinem Schutz stehende Lebensgemeinschaft von Frauen, die ihr Leben dem Dienst Gottes geweiht hatten und ein Leben nach den evangelischen Räten führten.
Die Wohn- und Arbeitsgebäude der Frauen waren durch Mauern von der Außenwelt und dem Kloster der Ordensbrüder abgeschlossen. Die Lebensregeln folgten denen des Klosters. Aus einer Klause (lateinisch auch inclusorium oder Inklusorium) konnte sich wie im Fall der hl. Hildegard von Bingen oder der Ulrichsklause in Würzburg ein eigenständiges Frauenkloster entwickeln.

## Höfische Gartenkunst

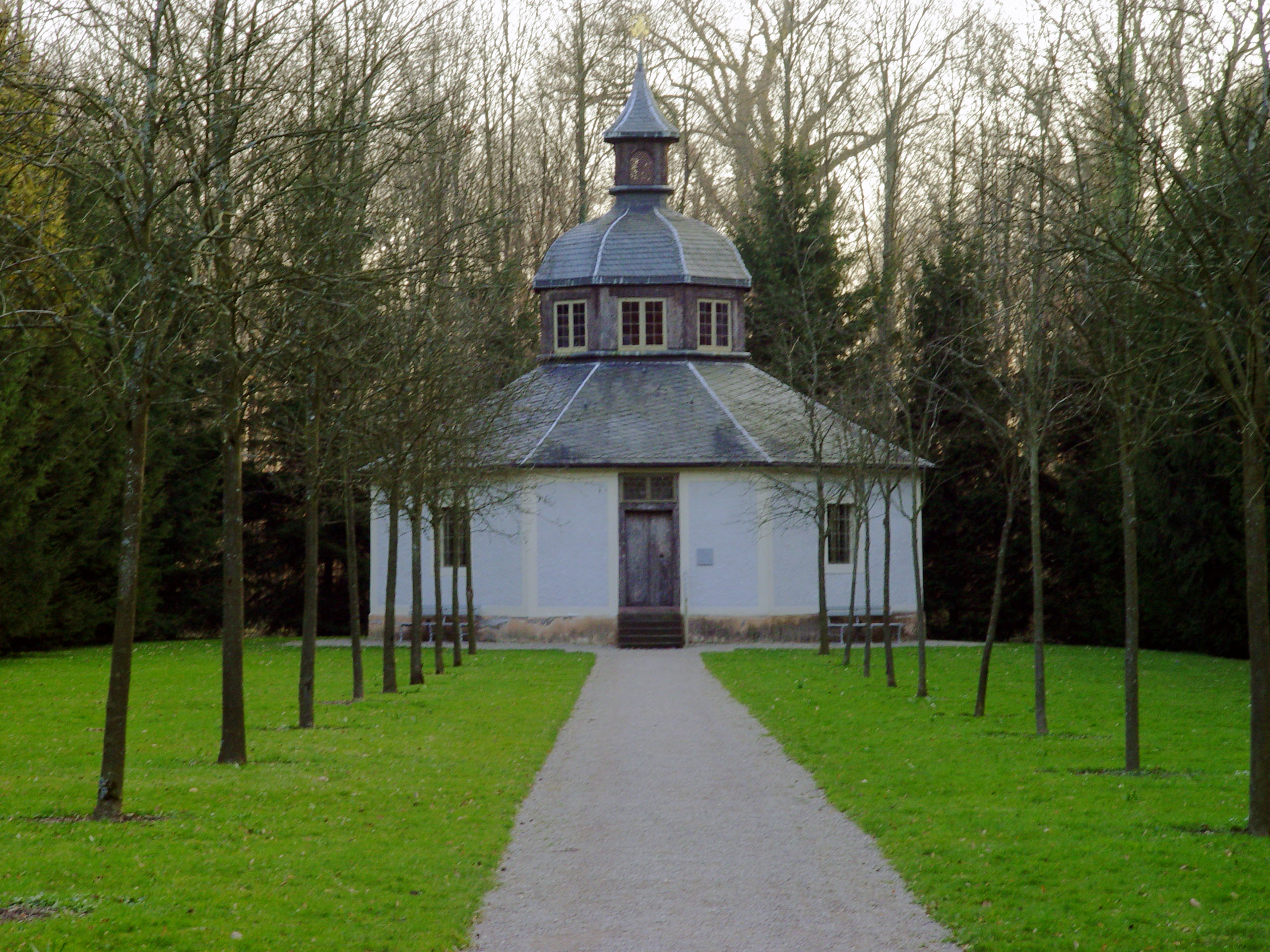
Eremitage des Schlosses Favorite in Rastatt
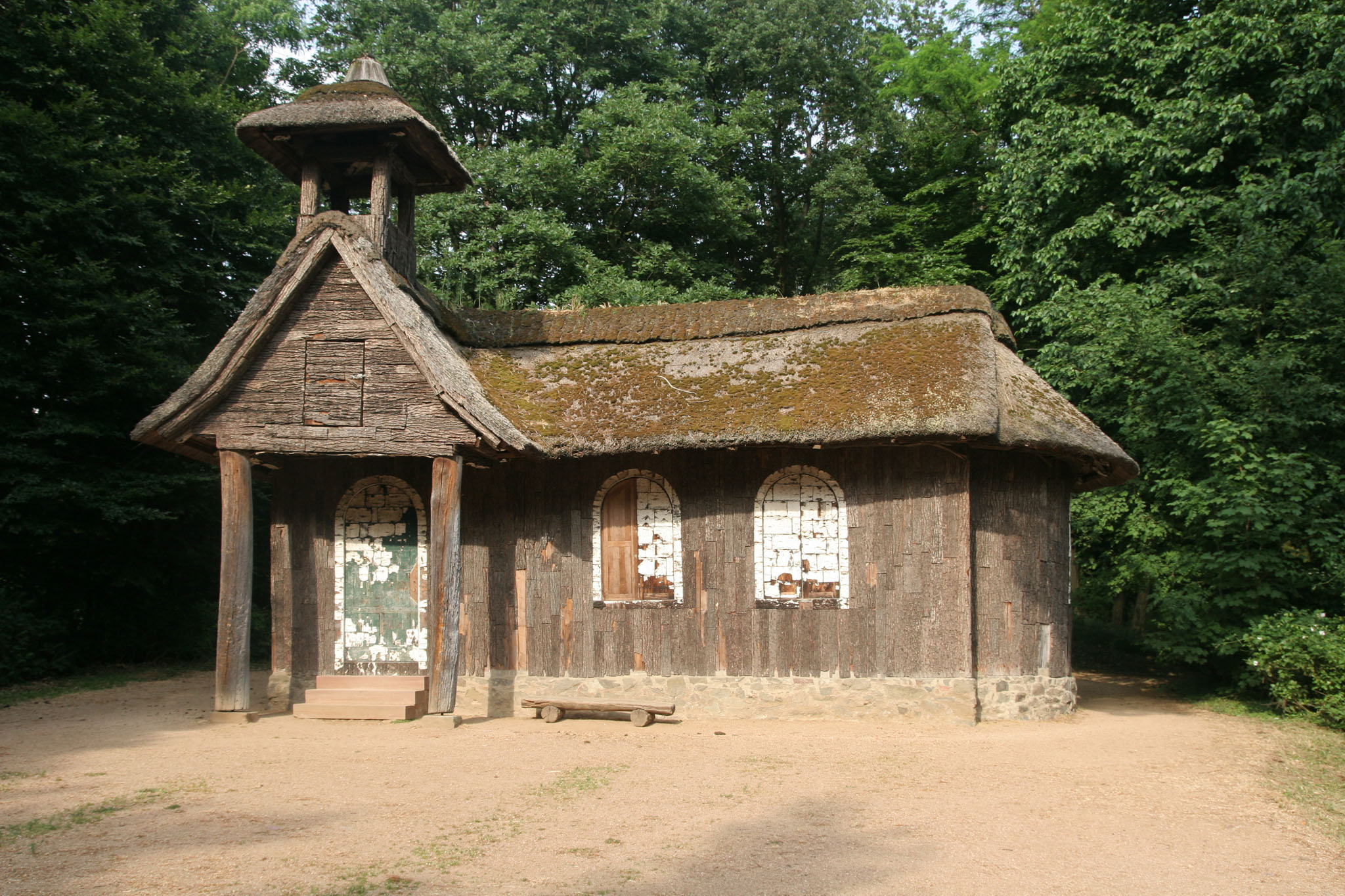
Die Eremitage im Staatspark Fürstenlager in Bensheim
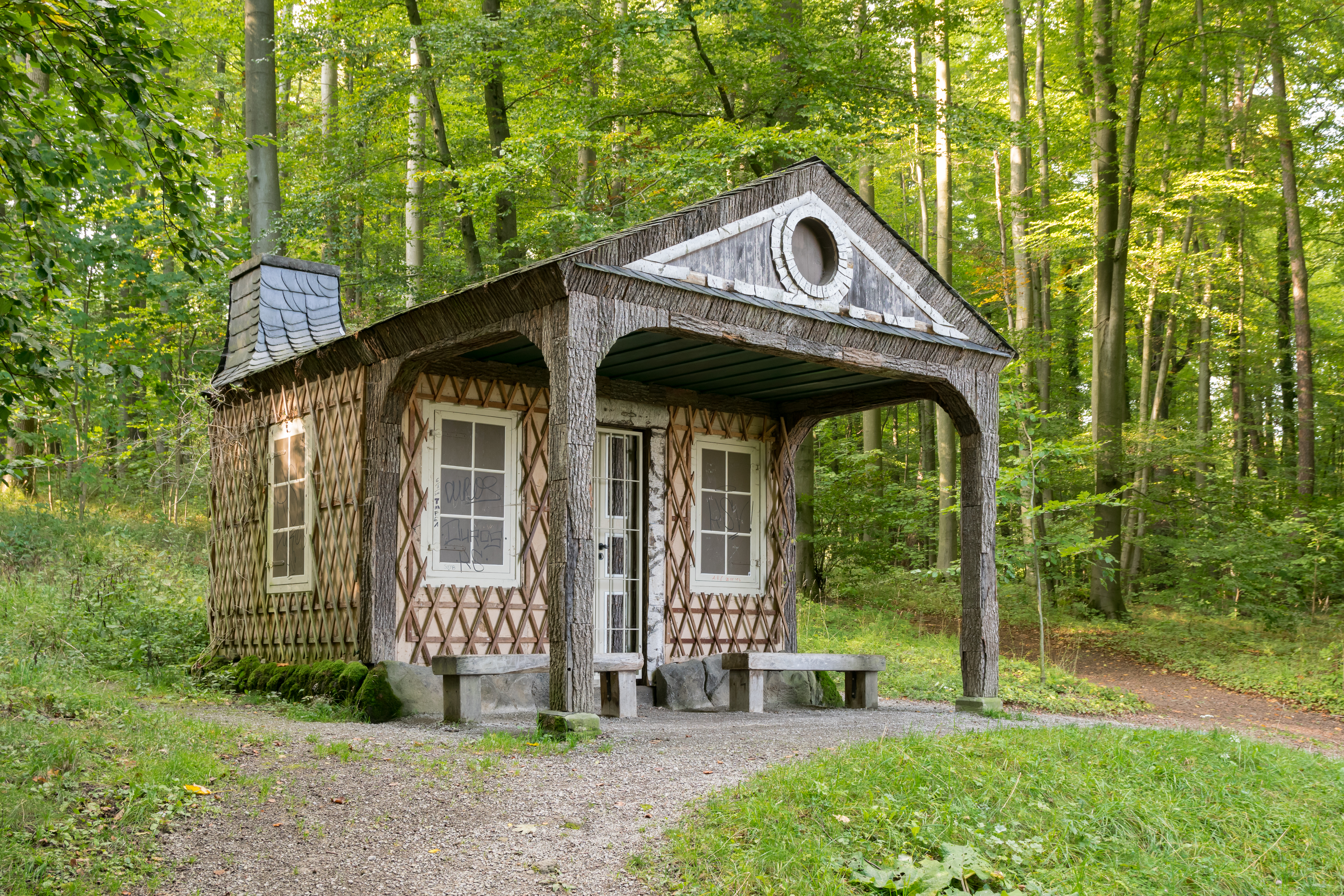
Die Eremitage des Sokrates im Bergpark Wilhelmshöhe, Kassel (2017)
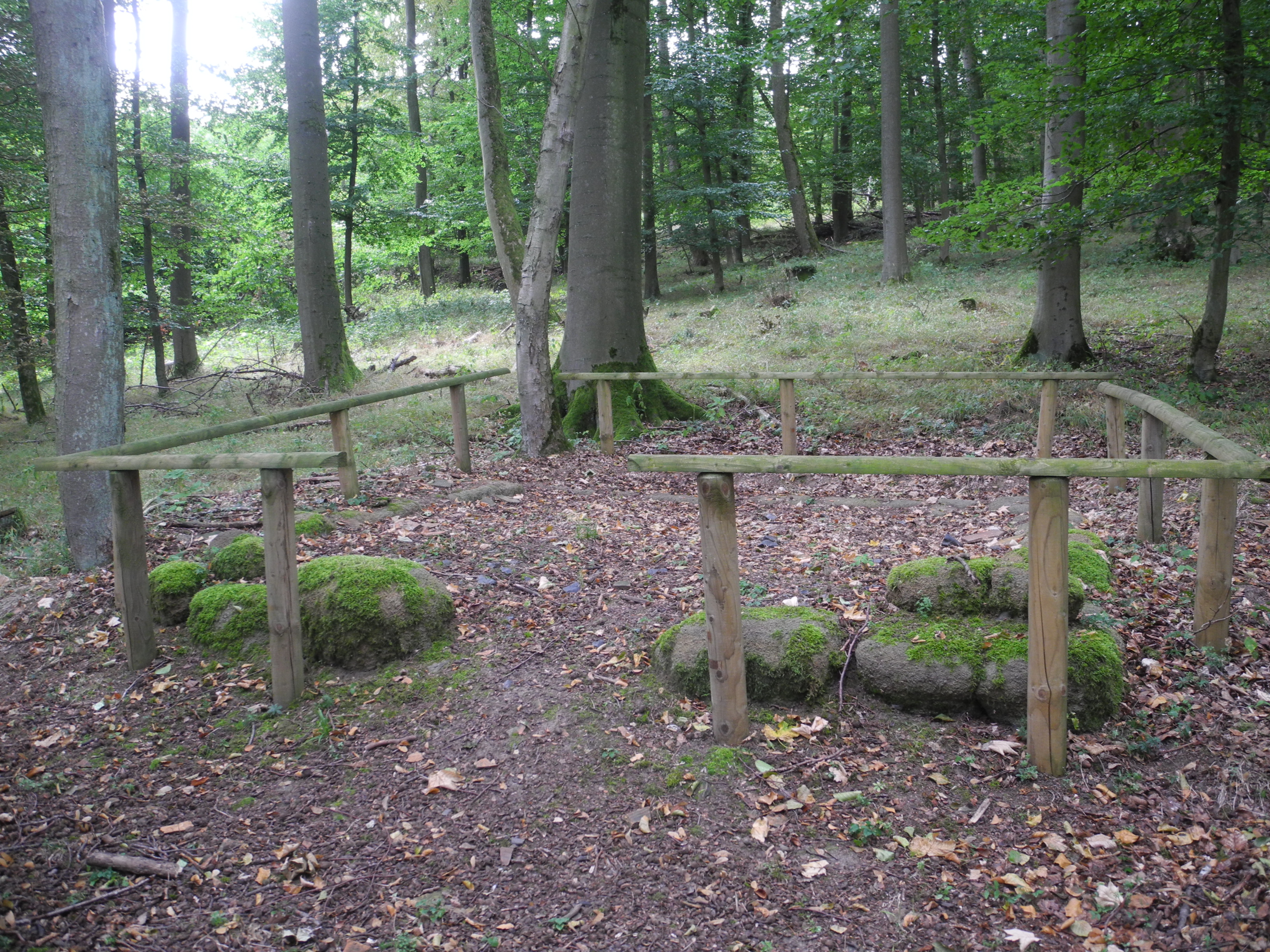
Fundamentreste der Eremitage im Schlosspark Riede, bei Kassel (2019)

Im 16. Jahrhundert wurde die Eremitage für die höfische Gartenkunst entdeckt und wurde zum Ort der weltlichen Besinnung. Seit dem 18. Jahrhundert wurden Eremitagen zumeist nur noch als optische Gestaltungselemente (Staffagebauten oder Follies) verwendet. Ein Phänomen des 18. und frühen 19. Jahrhunderts waren die Schmuckeremiten, gewerbsmäßige „Einsiedler“, die während einer vertraglich festgelegten Dauer in den eigens für sie eingerichteten Eremitagen wohnten und sich zu bestimmten Tageszeiten sehen ließen, um die Eigentümer der Parks und deren Gäste mit ihrem Anblick zu unterhalten. Damit war der Schritt vom Ort der geistigen Ruhe über den Naturpark zum Vergnügungspark erfolgt. In englischen Landschaftsgärten – wie beispielsweise dem im 18. Jahrhundert angelegten Wörlitzer Park oder dem Bergpark Wilhelmshöhe (Kassel) – entstanden künstliche Grotten und Wasserfälle, man baute künstliche Ruinen und römische Tempel, maurische Höfe, chinesische Pagoden, Almhütten und viele weitere Zierbauten.
1775 ließ Katharina II. den Grundstein für eine kleine Einsiedelei neben den Winterpalast legen, um sich hier zum Gebet zurückzuziehen. Die nebenan erbaute neue Sankt Petersburger Eremitage ist hingegen keine Einsiedelei, sondern eine Gemäldeausstellung.
Die 1796 errichtete und zwischenzeitlich verfallene Einsiedelei am Potsdamer Jungfernsee wurde 2007 wiedererrichtet.
1877 ließ König Ludwig II. im Ettaler Schloss Linderhof die Einsiedelei des Gurnemanz nach einem Bühnenbild aus Richard Wagners Oper Parsifal errichten. Nach Verfall wurde sie 1999–2000 im Schlosspark rekonstruiert.

## Bürgerliche Eremitagen

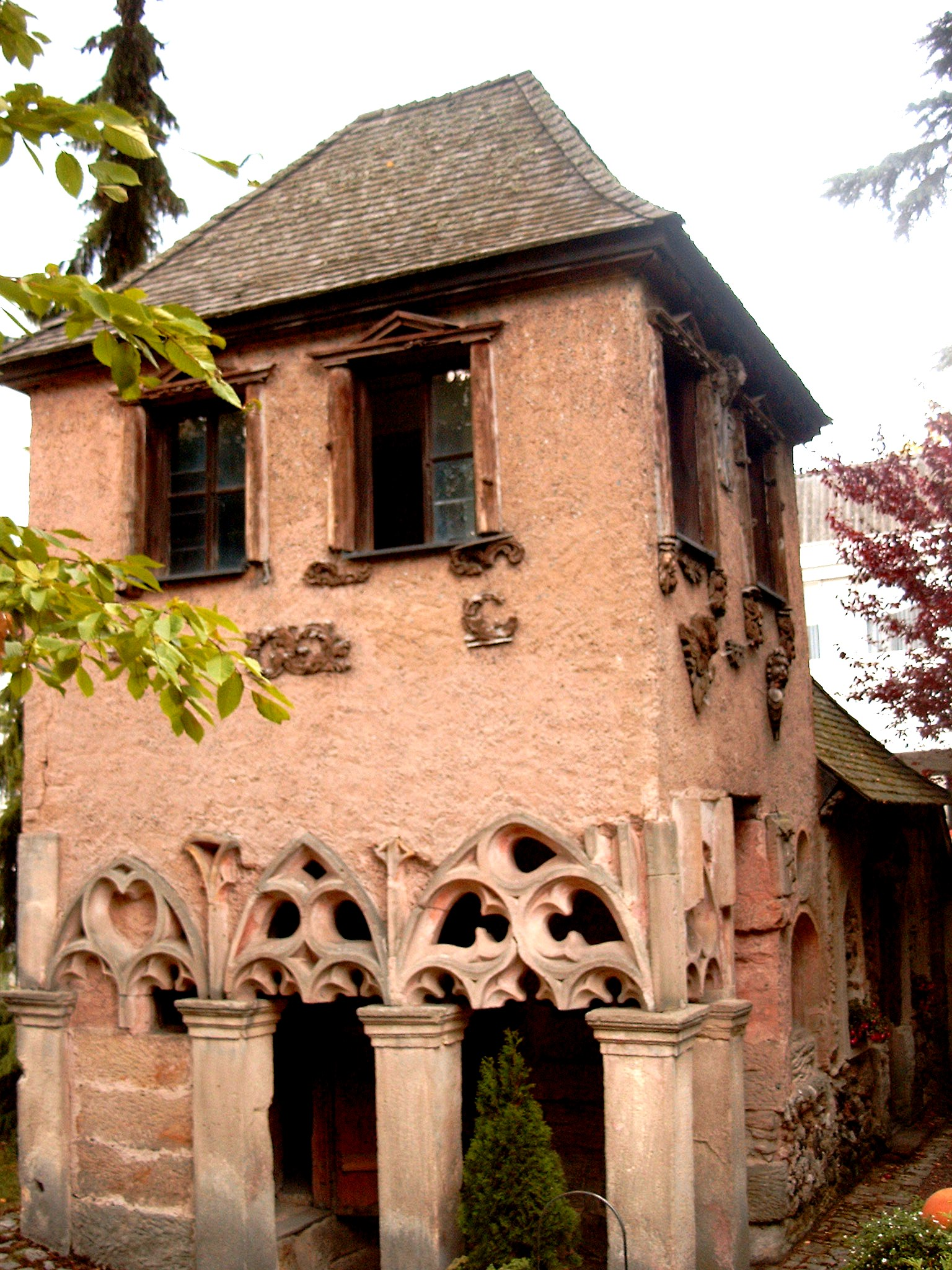
Bürgerliche Eremitage in Creußen

Selten wurden bürgerliche Eremitagen angelegt. Meist stammten die Urheber aus dem Bildungsbürgertum. Als einziges erhaltenes Eremitenhäuschen gilt die 1760 von dem Theologen Johann Theodor Künneth erbaute Eremitage in Creußen.

## Bekannte Einsiedeleien
Verschiedene weitere Anlagen tragen den Namen Eremitage, sind aber nicht von Einsiedlern bewohnt:

### Deutschland
- Eremitage in Bayreuth
- Eremitage in Bretzenheim
- Eremitage in Lindlar
- Magdalenenklause im Park von Schloss Nymphenburg in München
- Eremitage Maria Reizenborn bei Riesweiler
- Wallfahrtstätte Eremitage bei Siegen
- Eremitage bei Waghäusel
- Eremitage auf dem Höpfelberg, Breitenberg, Niederbayern

### Weitere
- Einsiedelei St. Luc de Puigrodon, Frankreich
- Eremitage Blaca (Kroatien)
- Eremitage in Arlesheim (Schweiz)
- Einsiedelei am Palfen (Saalfelden/Österreich)
- Ermita de la Virgen de los Huertos, Spanien
- Einsiedelei auf Masada, Israel
- Eremitage in St. Petersburg